# باسيان دي براتو
باسيان دي براتو ( Friulian ) هي كومونا بلدة في مقاطعة أوديني في منطقة فريولي فينيتسيا جوليا الإيطالية، وتقع على بعد حوالي 70 كيلومتر (43 ميل) شمال غرب ترييستي وحوالي 3 كيلومتر (2 ميل) جنوب غرب أوديني.
تقع منطقة باسيان دي براتو على حدود المدن التالية: باسيليانو وكامبوفورميدو ومارتينياكو وتافاجناكو وأوديني التي تنتمي إليها المنطقة الحضرية الكبرى.

## روابط خارجية
- الموقع الرسمي